# Nissan Pao

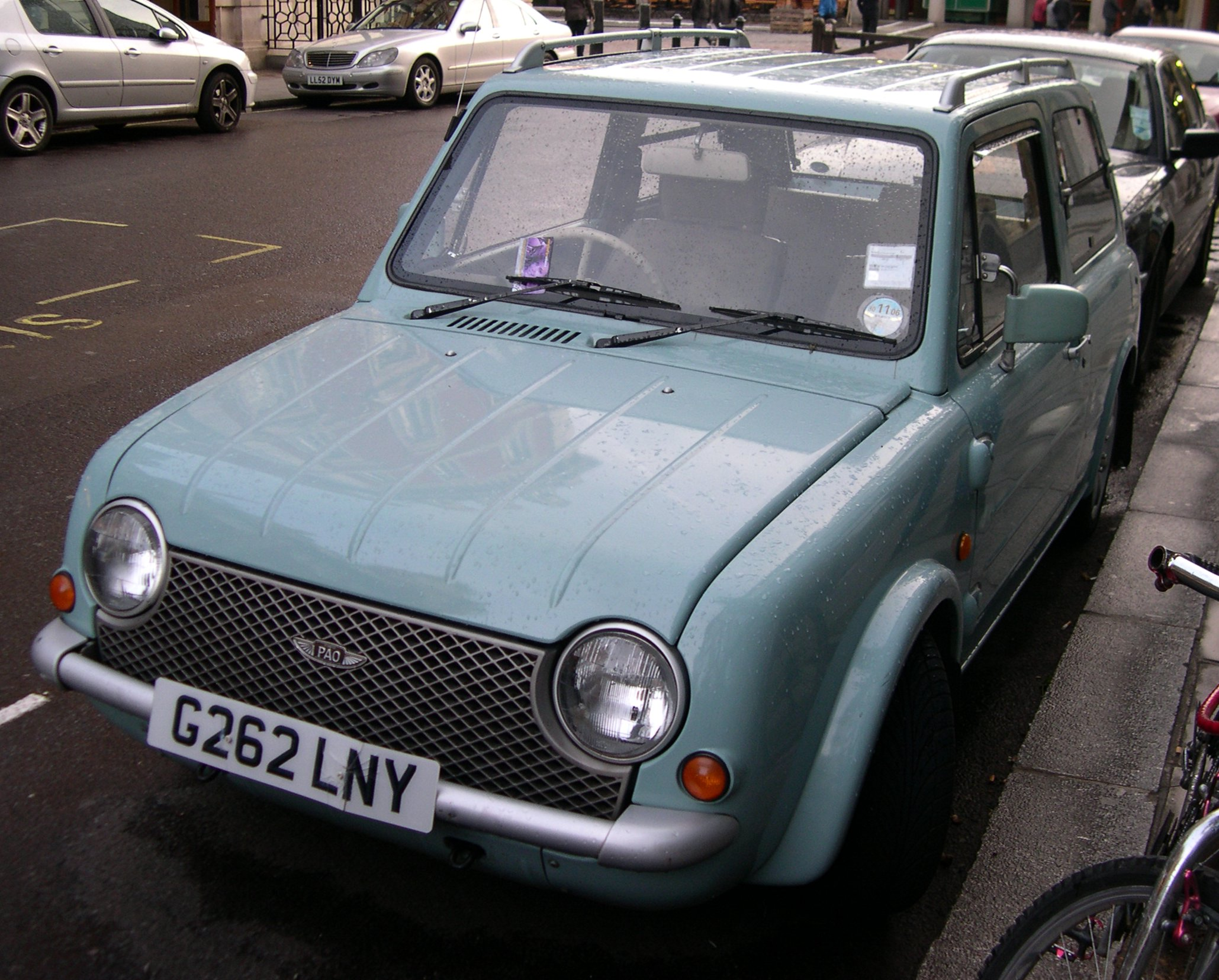
Nissan Pao

Nissan Pao var en retrobilmodell som tillverkades och såldes i Japan år 1989 för bilföretaget Nissan. Den fanns endast i ett utförande med en tredörrars halvkombikaross med enda tillval av ett stort kanvastak. Formen var enkel och relaterade till småbilar från 1960-talet.
Tekniskt baserades Pao på Micramodellen, men kaross och kosmetik var unika för modellen. För att ytterligare särprägla och understryka modellens nischkaraktär saknade Pao Nissanemblem. Utrustningen inkluderade skivbromsar på framhjulen och trummor på bakhjulen, servostyrning, radio och AC
Totalt tillverkades 51 657 Pao under 1989.